# Poppelbuckla
Poppelbuckla (Taphrina populina) är en svampart som först beskrevs av Elias Fries, och fick sitt nu gällande namn av Elias Fries 1832. Poppelbuckla ingår i släktet Taphrina och familjen häxkvastsvampar.  Arten är reproducerande i Sverige. Inga underarter finns listade i Catalogue of Life.